# Marattiales
Marattiales is een orde van primitieve varenachtige planten die enkel in tropische gebieden voorkomen.
De orde is de enige in de klasse Marattiopsida en omvat slechts één familie, de Marattiaceae.

## Kenmerken
Marattiales zijn planten zonder bloemen die zich verspreiden door middel van sporen, wat ze gemeen hebben met de andere varens, paardenstaarten en wolfsklauwen. Ze hebben zich zeer vroeg in de evolutionaire geschiedenis afgescheiden van de andere planten en verschillen dan ook vrij sterk van de 'moderne' varens. Ze bezitten over het algemeen zeer dikke, vlezige rizomen en de grootste bladen van alle varens. Het sporendoosjes of sporangium ontwikkelt zich uit een groep van cellen (waardoor ze tot de eusporangiate varens worden gerekend), in tegenstelling tot de moderne varens waar het sporendoosje uit één cel ontstaat (leptosporangiate varens).

## Taxonomie
De orde is monotypisch, omvat slechts één familie.
- Orde: Marattiales
  - Familie: Marattiaceae
    - Geslachten: Angiopteris  - Asterotheca †  - Christensenia  - Danaea  - Danaeites †  - Eoangiopteris †  - Eupodium  - Marantoidea †  - Marattia  - Marattiopsis †  - Psaronius †  - Ptisana  - Qasimia †  - Scolecopteris †

Orde Marattiales

Familie Marattiaceae

Geslachten: Angiopteris · Asterotheca † · Christensenia · Danaea · Danaeites † · Eoangiopteris † · Eupodium · Marantoidea † · Marattia · Marattiopsis † · Psaronius † · Ptisana · Qasimia † · Scolecopteris †